# Arthraxon hispidus
Arthraxon hispidus là một loài thực vật có hoa trong họ Hòa thảo. Loài này được (Thunb.) Makino mô tả khoa học đầu tiên năm 1912.

## Hình ảnh

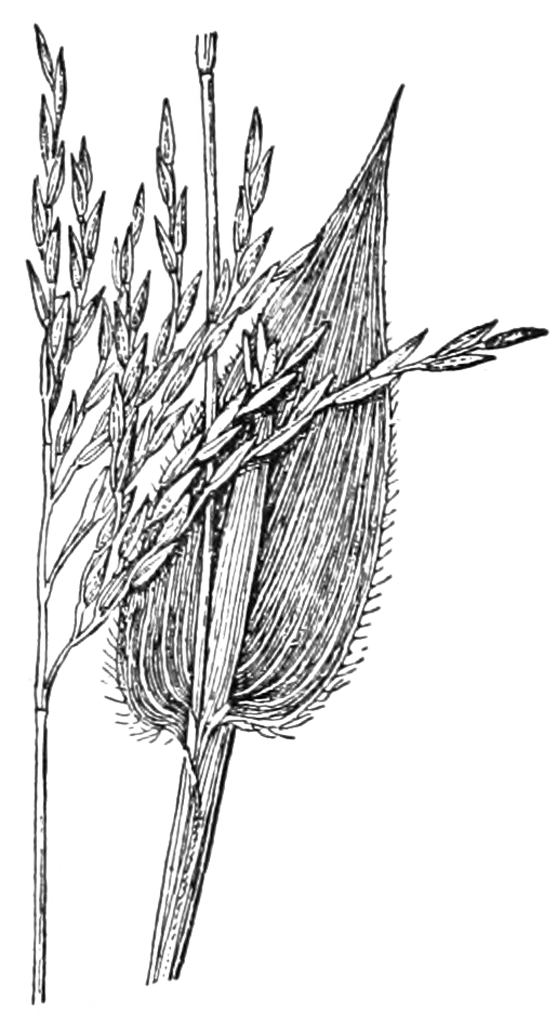
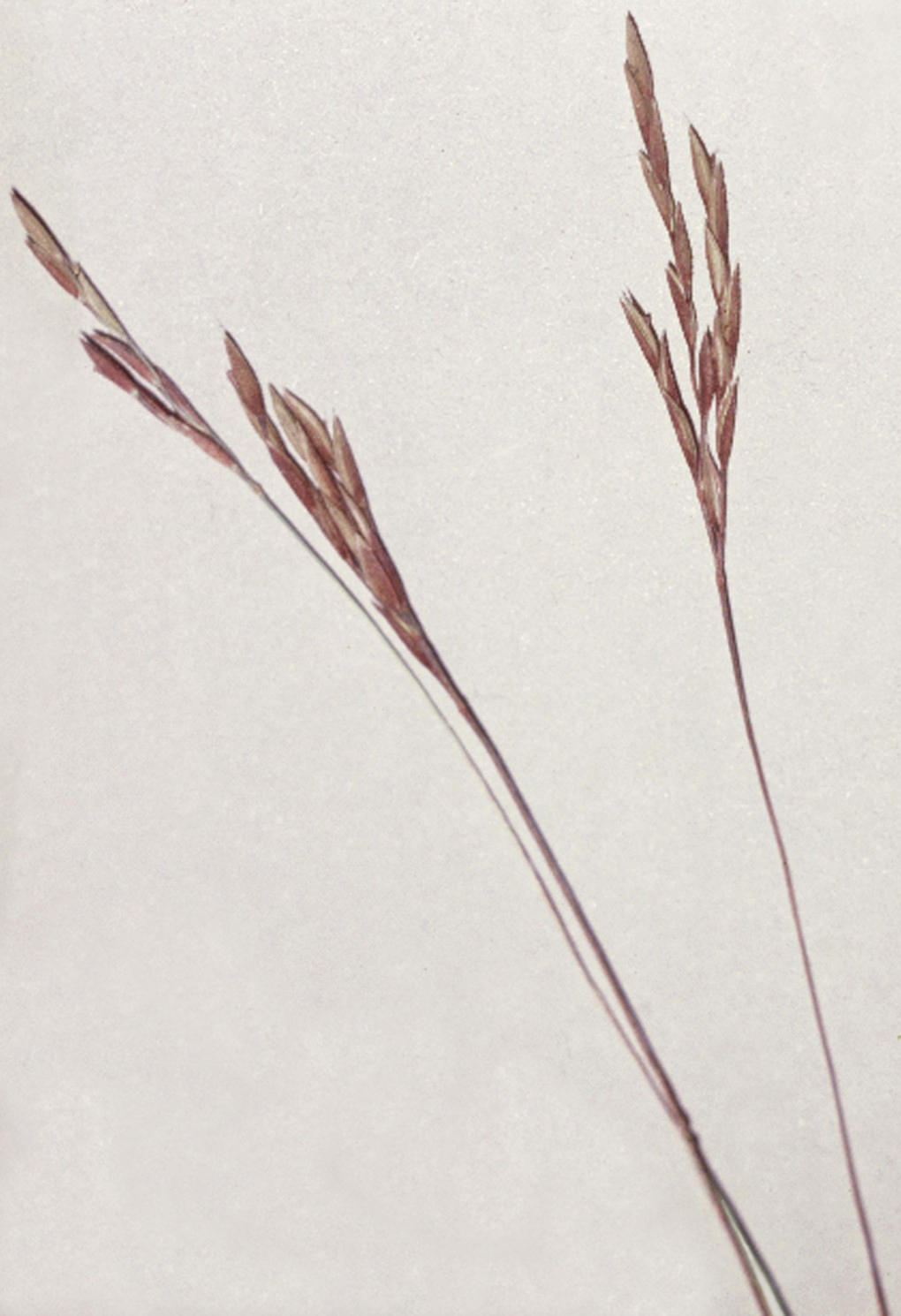